# 朱利安·斯特迪
朱利安·斯特迪（英語：Julian Sturdy，1971年6月3日—）是一位英格蘭政治人物，他的黨籍是保守黨。自2015年開始，他擔任外約克選區選出的英國下議院議員。他成長在約克郡。